# Glas za otroke in družine
Glas za otroke in družine (Prej Koalicija Za otroke gre) je slovenska politična stranka, pozicionirana na politični desnici. Ustanovljena je bila 25. marca 2017. Na Državnozborskih volitvah v Sloveniji leta 2018 je kot del koalicije Združena desnica dosegla 0,24% glasov. Kot stranka se zavzemajo za ukrepe, s katerimi naj bi zvišali rodnost v Sloveniji, ter za višje plače, s katerimi naj bi preprečili odhajanje ljudi, predvsem mladih in sposobnih za delo, iz Slovenije.

## Zgodovina
Konec februarja 2015 je bila ustanovljena koalicija Za otroke gre z namenom zrušiti spremembo Zakona o zakonski zvezi in družinskih razmerjih. S podpisi so dosegli izvedbo referenduma o zakonu. Na referendumu, ki je potekal decembra istega leta, je zakon padel. Kasneje se je kolicija preimenovala v gibanje, nato pa še v stranko.
Leta 2022 je stranka izbrala Aleša Primca za svojega županskega kandidata na lokalnih volitvah v Ljubljani. Njegova kampanja je temeljila na pomenu tradicionalne družine, infrastrukturi, izboljšanju zdravstvenega sistema in obljubi sofinanciranja dvigal v večnadstropnih stanovanjskih objektih. Na volitvah 20. novembra 2022 je prejel 6,91 % glasov, s čemer je dosegel tretje mesto med županskimi kandidati in bil kot edini predstavnik stranke izvoljen v mestni svet.
Leta 2023 je stranka kot predstavnica ljubljanske opozicije pozvala na številne shode. Med drugim so organizirala protest pred stavbo Magistrata, ki se je odvil v ponedeljek, 27. februarja. Drugi protestni shod se je nato odvil 20. marca, na obeh pa so zbrani poudarili nasprotovanje po njihovem mnenju spornemu kanalizacijskemu kanalu C0.